# Spring of Life
《Spring of Life》是日本流行電音組合Perfume第15張單曲，於2012年4月11日發行。唱片公司為Perfume Records / UNIVERSAL J。

## 介绍
- 距離前作《スパイス》約5個月的單曲，為移籍到UNIVERSAL J並設立專屬廠牌「Perfume Records」後的第一張單曲[1]，同時是2012年首張單曲。
- 標題曲《Spring of Life》為麒麟CHU-HI冰結「MAGICAL MUSIC」篇廣告歌。B面曲「コミュニケーション」為KANRO（日语：カンロ）「Puré軟糖」廣告歌[2]。
- 除了專輯《JPN》外，這張單曲也緊接著在iTunes Store上向全世界日本以外50個國家發售，並成為了首張同時在全世界發售的作品。
- 發售首日賣出約5萬張，刷新了單曲《レーザービーム / 微かなカオリ》的首日銷量記量，獲得了ORICON日榜第2位，最高位置曾登上第1位。首週以9.4萬张销量登上ORICON週榜亞軍，同时也是目前为止所有發行單曲作品最高初動销量。

## 收錄歌曲

### CD
| 曲序     | 曲目                                               | 时长  |
| -------- | -------------------------------------------------- | ----- |
| 1.       | Spring of Life（麒麟啤酒「麒麟CHU-HI冰結」廣告歌） | 3:50  |
| 2.       | （KANRO「Puré軟糖」廣告歌）                        | 3:58  |
| 3.       | Spring of Life -Original Instrumental-             | 3:50  |
| 4.       | -Original Instrumental-                            | 3:58  |
| 总时长： | 总时长：                                           | 15:34 |

### DVD（初回限定盘）
1. Spring of Life -Video Clip-

## 資料來源
1. ↑  . Natalie. 2012-03-09  [2012-03-15]. （原始内容存档于2012-03-12）.
2. ↑  . Natalie. 2012-04-04  [2012-04-04]. （原始内容存档于2012-04-04）.

## 外部連結
- YouTube上的Perfume「Spring of Life」
- YouTube上的Perfume「Spring of Life」 (Teaser)

日本環球唱片公司的介紹專頁
- 初回限定盤
- 通常盤